# 뷔르스텔

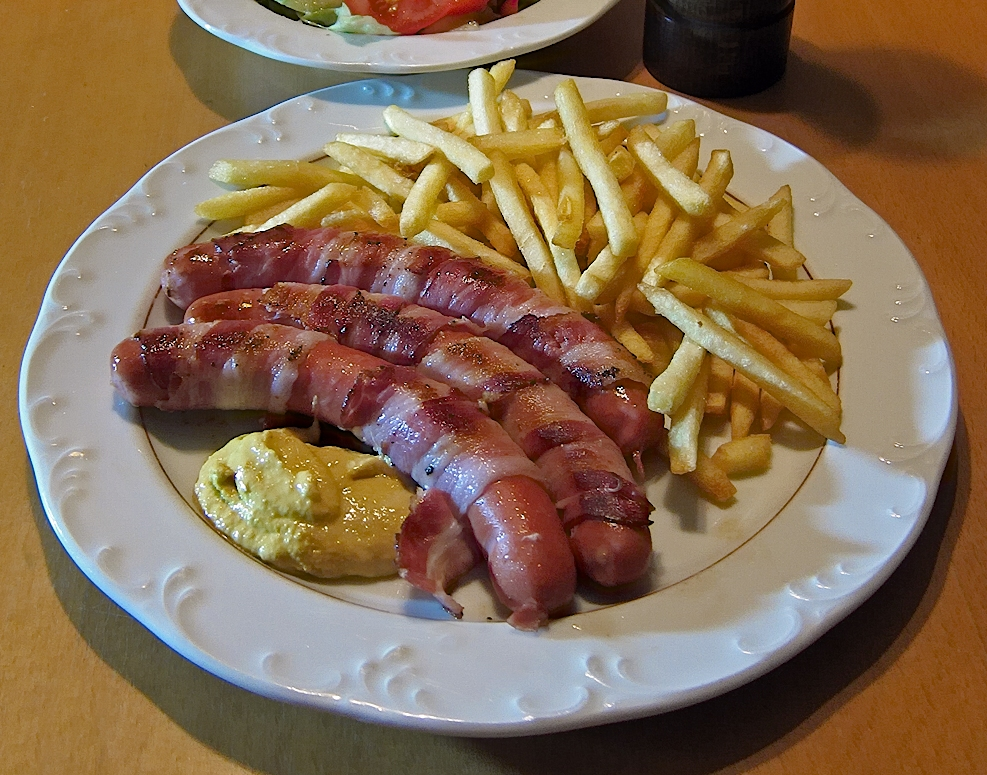
머스타드와 감자튀김을 곁들인 뷔르스텔

뷔르스텔(독일어: Würstel, [ˈvʏɐ̯stəl])은 이탈리아에서 독일, 오스트리아, 트렌티노-알토 아디제의 전형적인 부분적으로 삶고 훈제한 소시지를 가리키는 데 사용되는 일반적인 용어이다.
이 용어는 공식 독일어에는 존재하지 않으며, 대신 "부르스트(Wurst, 뜻: 소시지) 및 "뷔르스트헨(Würstchen, 뜻: 작은 소시지)"이라는 용어가 사용된다. 부분적으로 삶은 소시지는 일반적으로 브뤼부르스트라고 불린다. Würstel이라는 단어(움라우트와 함께 ü로 쓰여졌지만)는 독일어의 남부 지역 방언(특히 오스트리아, 뮌헨 Würstl 및 바이에른어 Wuascht)에서 흔히 사용된다.

## 특징
이탈리아에서 가장 인기 있는 뷔르스텔 소시지는 일반적으로 독일에서 판매되는 비너 뷔르스트헨(Wiener 또는 Wiener Würstchen. 비엔나 소시지)에 해당한다. 스위스에서는 동일한 제품을 Wienerli라고 하며 오스트리아에서는 Frankfurt(Würstel), 문자 그대로 "프랑크푸르트 소시지"라고 한다. 원래 두 유형(Wiener 및 Frankfurter)은 동일하지 않았다. 첫 번째 제품은 돼지고기와 쇠고기를 모두 포함하고 길이가 더 짧으며 짝을 이루어 제공되었다. 두 번째에는 돼지고기만 들어 있었고 길이가 더 길었으며 단독으로 제공되었다. 해당 분야의 일부 회사는 독일에서 판매되는 것과 유사한 뷔르스텔 소시지를 이탈리아에서 생산하기 시작했으며 이를 "전형적인 뷔르스텔 소시지"라고 마케팅했다.

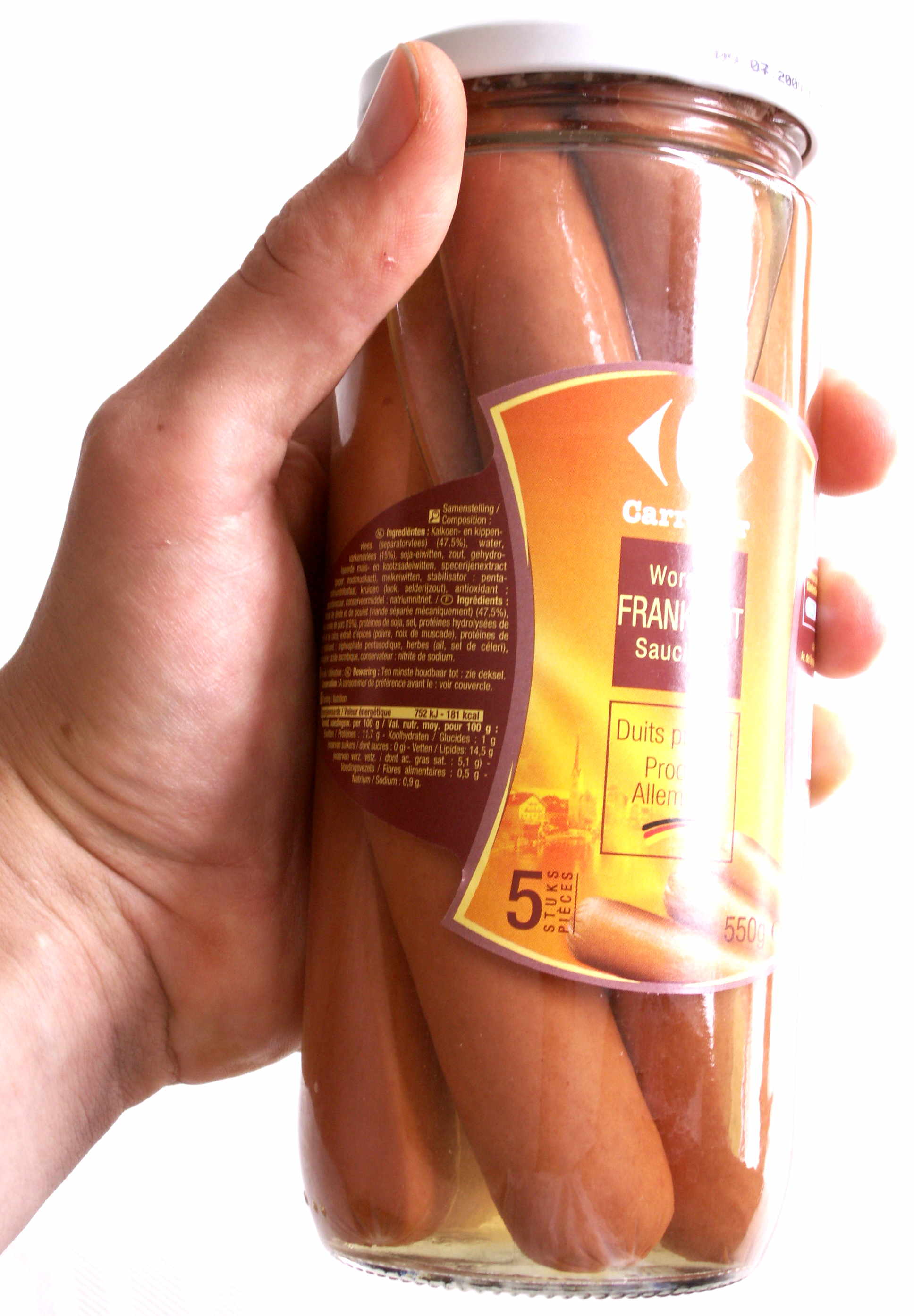
프랑크푸르트에서 생산된 뷔르스텔 항아리

## 소비
소시지는 일반적으로 역사적인 중심지의 거리를 따라 독특한 노점이나 카트에서 롤빵(샌드위치)과 원하는 소스(머스타드, 케첩, 마요네즈 또는 카레 소스)와 함께 뜨겁게 판매된다. 미국인들은 이 샌드위치를 핫도그(문자 그대로 "뜨거운 개")라고 부르지만, 뷔르스텔 소시지는 비엔나 또는 프랑크푸르트라고 부른다(두 정의 모두 동일한 돼지고기 제품을 나타냄). 확장된 용어 핫도그는 단일 소시지를 나타낼 수도 있다.
가정에서 소비할 경우에는 철판이나 그릴에 굽거나 삶아 칩이나 샐러드와 함께 제공하는 것이 일반적이다.

## 준비
고기와 내장을 돼지고기 지방, 향료, 첨가물, 높은 비율의 물(또는 얼음)과 함께 미세하게 분쇄한 후 봉지에 싸서 스팀 오븐에서 조리한다.
"껍질이 없는" 프랑크푸르트 소시지의 경우 창자 또는 인공 케이싱이 케이싱으로 사용된다. 즉, 케이싱이 없으면 케이싱을 제거한 후 젤라틴 같은 관리 액체와 함께 금속 캔에 포장하고, 나머지는 플라스틱 필름으로 만든 케이싱에 진공 포장한다. 일반적으로 4개 조각으로 구성된 대형 형식과 소형 형식으로 판매된다. 일부 회사에서는 꼬치 준비나 애피타이저로 사용되는 3~4cm 길이의 미니 뷔르스텔도 생산한다.
이탈리아에서는 닭고기나 칠면조 고기로 만든 뷔르스텔 소시지도 흔하다. 치즈와 마요네즈, 케첩 등의 소스가 들어간 것도 있다. 잘게 다진 야채를 삶은 야채로 만든 야채 뷔르스텔 소시지도 있다.

## 같이 보기
- 소시지
- 비엔나 소시지
- 프랑크푸르트 소시지
- 브뤼부어스트
- 살시차
- 위키백과:IPA
- 위키백과:독일어의 한글 표기
- 위키백과:이탈리아어의 한글 표기
- 프로슈토
- 마르게리타 피자